# Президентские выборы в Бразилии (2010)

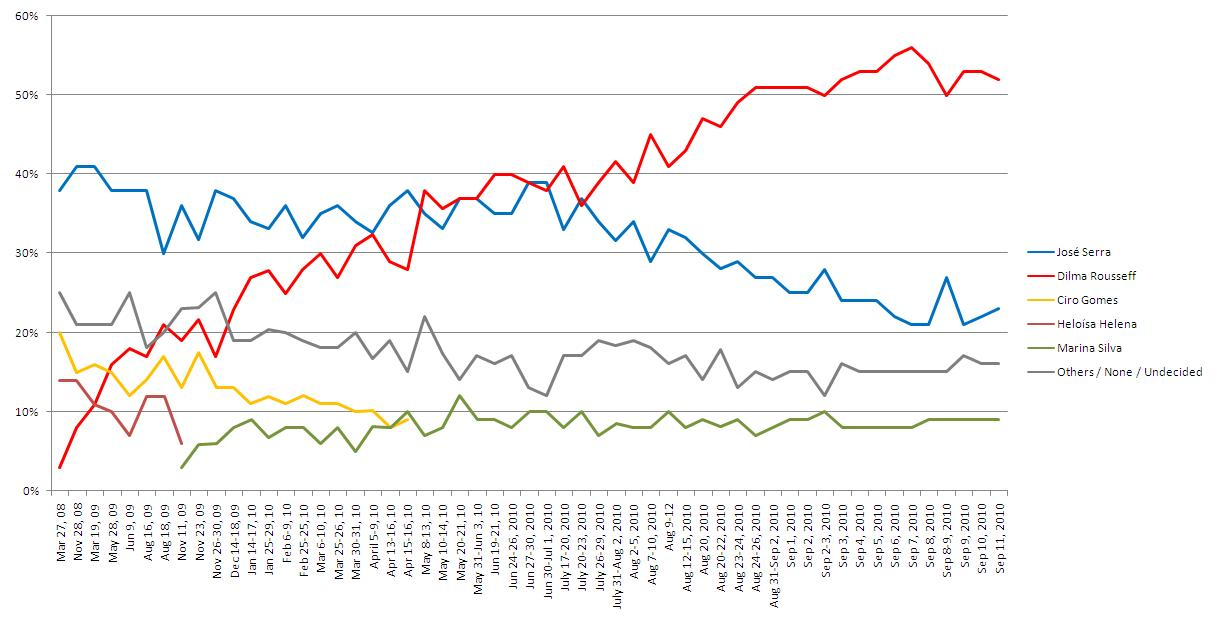
Рейтинг наиболее популярных кандидатов за 2008-10
Дилма Русеф
Жозе Серра
Марина Силва
Жиро Гомеш
Элоиза Элена
Другие кандидаты

Результаты первого тура выборов по штатам

Результаты второго тура выборов по штатам

Президентские выборы в Бразилии 2010 года прошли 3 октября (первый тур) и 31 октября (второй тур). Одновременно в стране прошли парламентские выборы.
Всего в выборах приняло участие 9 кандидатов:
- Дилма Русеф — кандидат от Партии трудящихся, поддержанная действующим президентом Лулой да Силвой и правящей коалицией десяти партий;
- Жозе Серра — кандидат от Бразильской социал-демократической партии и оппозиционной коалиции шести партий;
- Марина Силва — кандидат от Партии зелёных;
- Жозе Мария де Алмейда — кандидат от Объединённой социалистической рабочей партии;
- Иван Пиньейро — кандидат от Бразильской коммунистической партии;
- Плиниу ди Арруда Сампайо — кандидат от Партии социализма и свободы;
- Руи Кошта Пимента — кандидат от троцкистской Партии рабочего дела;
- Леви Фиделиш — кандидат от Партии рабочего обновления;
- Жозе Мария Эймаэл — кандидат от Христианской социал-демократической партии.

По всем предвыборным опросам, самый высокий рейтинг имела бразильянка болгарского происхождения, глава администрации действующего президента Луиса Инасиу Лулы да Силвы, Дилма Русеф. Данные опросов за 1 октября показывают результат в 48 % у Дилмы Русеф, 27 % — у Жозе Серры, 12 % — у Марины Силвы. Все остальные кандидаты не могли рассчитывать на результат выше 1 % голосов. 9 % избирателей не определились с предпочтением. При этом без учёта неопределившихся избирателей результат Дилмы Русеф составлял 55 %.

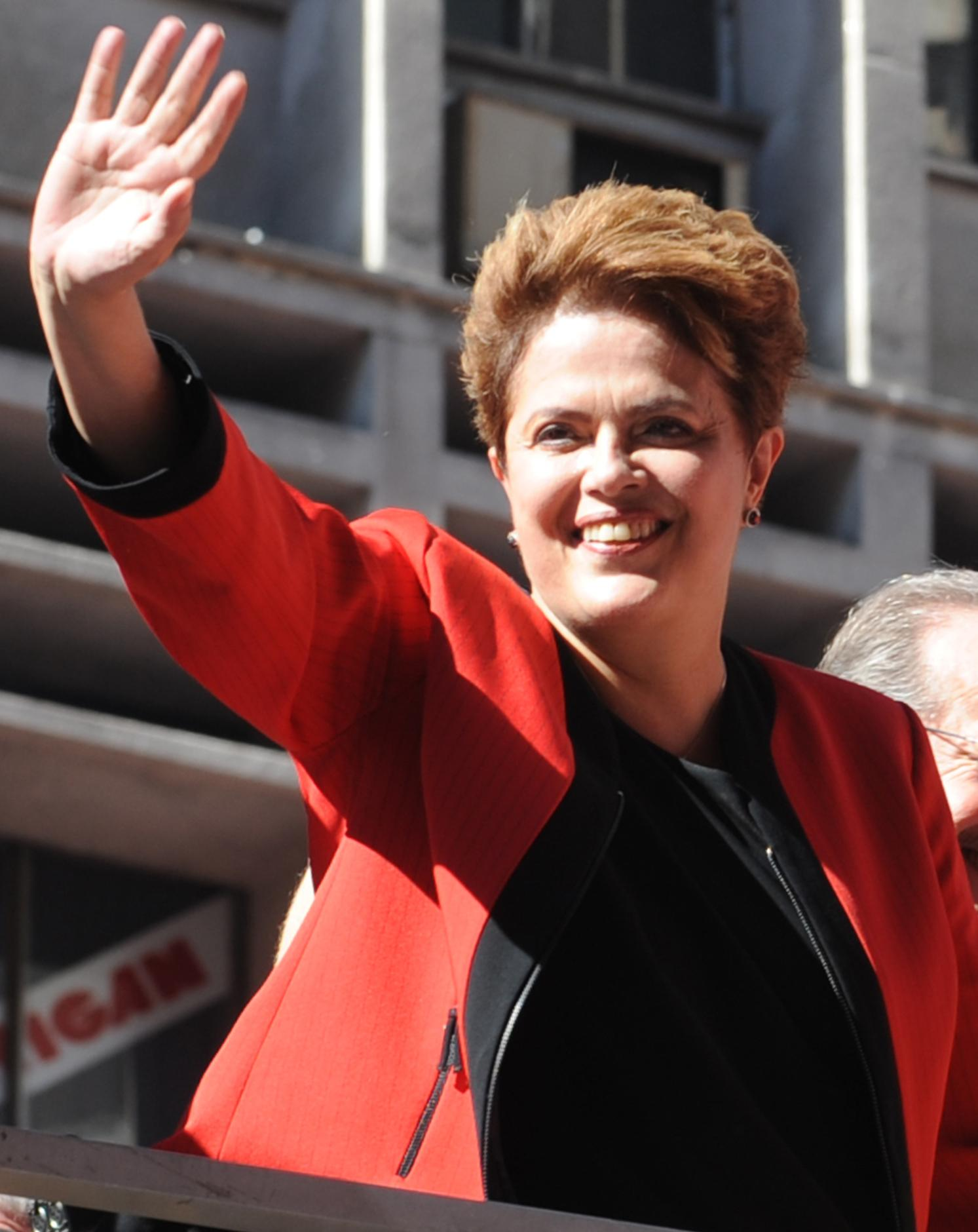
Дилма Русеф
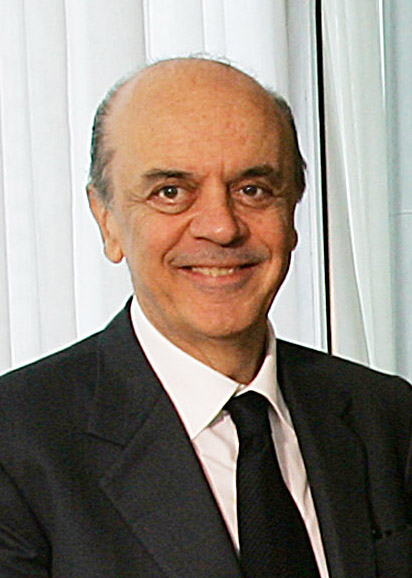
Жозе Серра
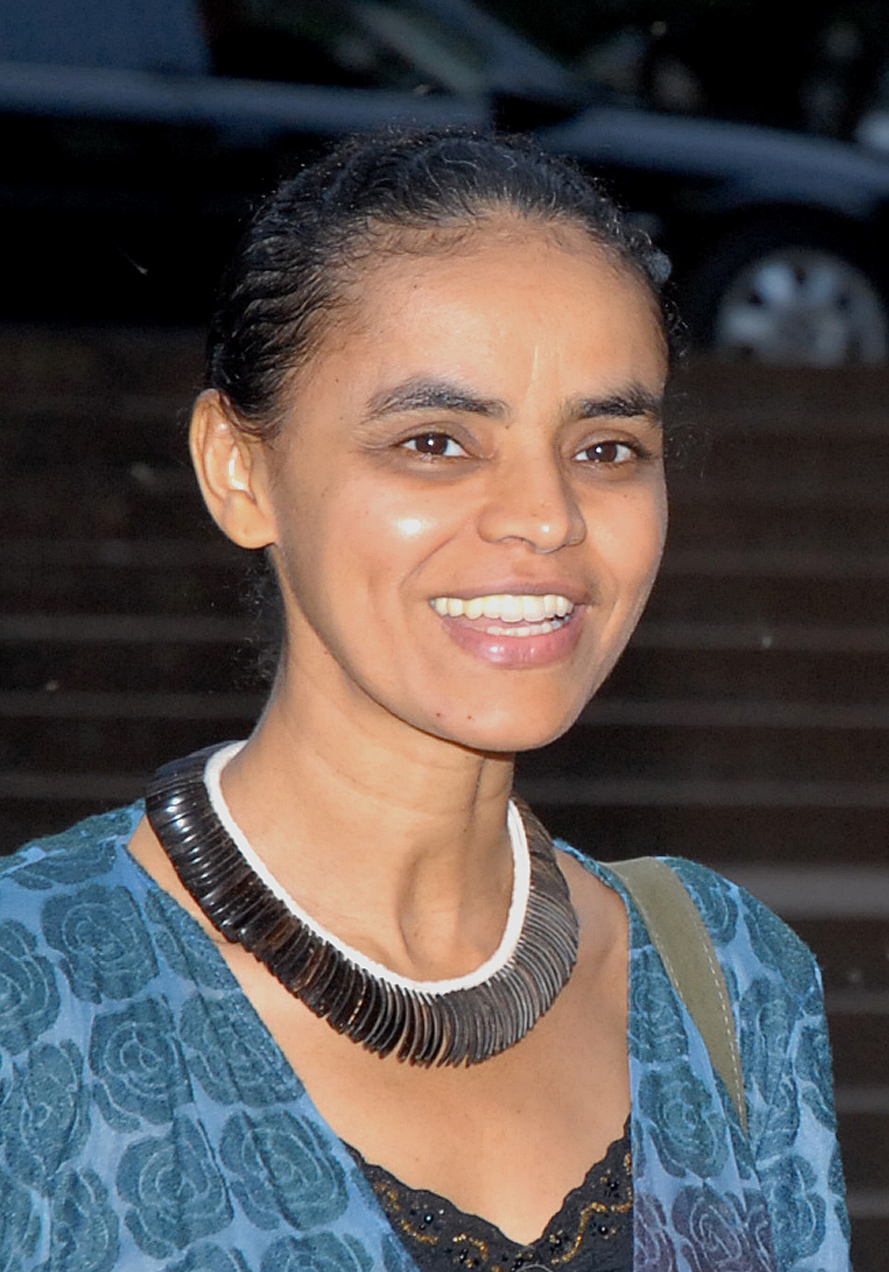
Марина Силва

Предварительные результаты
| Первый тур | Первый тур               | Первый тур           | Второй тур | Второй тур           |
| Место      | Кандидат                 | Голосов              | Место      | Голосов              |
| ---------- | ------------------------ | -------------------- | ---------- | -------------------- |
| 1          | Дилма Русеф              | 47 631 545 (46,9 %)  | 1          | 55 745 867 (56,05 %) |
| 2          | Жозе Серра               | 33 123 566 (32,61 %) | 2          | 43 702 472 (43,94 %) |
| 3          | Марина Силва             | 19 634 663 (19,33 %) |            |                      |
| 4          | Плинио де Арруда Сампайо | 886 727 (0,87 %)     |            |                      |
| 5          | Жозе Мария Эймаэл        | 89 339 (0,09 %)      |            |                      |
| 6          | Жозе Мария де Алмейда    | 84 589 (0,08 %)      |            |                      |
| 7          | Леви Фиделиш             | 57 948 (0,06 %)      |            |                      |
| 8          | Иван Пиньейро            | 39 125 (0,04 %)      |            |                      |
| 9          | Руи Кошта Пимента        | 12 206 (0,01 %)      |            |                      |